# Congreso Continental

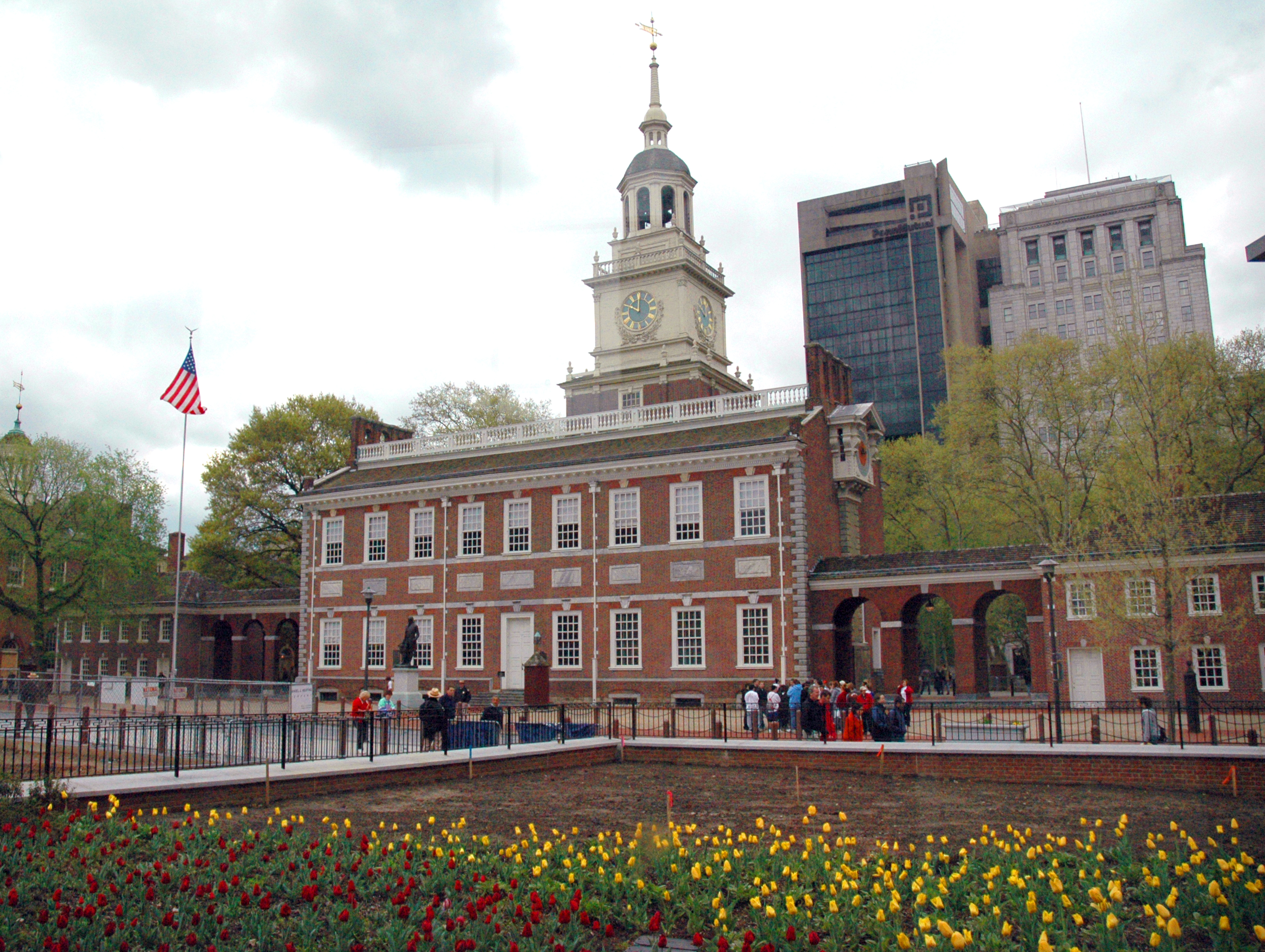
Independence Hall en Filadelfia.

El Congreso Continental fue una serie de cuerpos legislativos, con poca función ejecutiva, de las Trece colonias británicas de Norteamérica en el contexto de la Revolución Americana. El término "Congreso Continental" se refiere más específicamente al Primer y Segundo Congresos de 1774-1781 y también puede referirse al Congreso de la Confederación de 1781-1789, que operó como el primer gobierno nacional de los Estados Unidos hasta que fue reemplazado bajo la Constitución de los Estados Unidos. Así, el término abarca los tres cuerpos del Congreso de las Trece Colonias y los nuevos Estados Unidos que se reunieron entre 1774 y 1789.

## Historia
El Primer Congreso Continental fue convocado en 1774 en respuesta a las crecientes tensiones entre las colonias que culminaron con la aprobación de las Leyes Intolerables por parte del Parlamento británico. Se reunió durante unas seis semanas y trató de reparar la relación deteriorada entre Gran Bretaña y las colonias mientras afirmaba los derechos de los colonos. El Segundo Congreso Continental se reunió en 1775 en respuesta al estallido de las hostilidades en Massachusetts. Poco después de reunirse, este segundo Congreso envió la Petición de la Rama de Olivo al Rey Jorge III y también seleccionó a George Washington como jefe del nuevo Ejército Continental. Después de que no llegara la paz, el mismo congreso redactó y adoptó la Declaración de Independencia en julio de 1776, proclamando que las antiguas colonias eran ahora estados soberanos independientes.
El Segundo Congreso Continental sirvió como gobierno provisional de los Estados Unidos durante la mayor parte de la Guerra de Independencia. El 15 de noviembre de 1777 fueron aprobados los Artículos de la Confederación y ratificados en marzo de 1781 entrando en vigor el primer marco de gobierno de la nación, momento en el que el organismo se convirtió en el Congreso de la Confederación. Esta asamblea gobernante unicameral se reuniría en ocho sesiones antes de disolverse en 1789, cuando el primer Congreso de los Estados Unidos bajo la nueva Constitución de los Estados Unidos asumió el papel de poder legislativo del gobierno de la nación.
Tanto el Primer como el Segundo Congreso Continental se reunieron en Filadelfia, aunque con la captura de la ciudad durante la Guerra Revolucionaria, el Segundo Congreso se vio obligado a reunirse en otros lugares durante un tiempo. El Congreso de la Confederación se reinstaló en Filadelfia y luego se trasladó a la ciudad de Nueva York cuando se convirtió en la capital de Estados Unidos en 1785.
Gran parte de lo que se sabe hoy sobre las actividades diarias de estos congresos proviene de los diarios que lleva el secretario de los tres congresos, Charles Thomson. Impresos contemporáneamente, los Documentos del Congreso Continental contienen los documentos oficiales del Congreso, cartas, tratados, informes y registros. Los delegados a los congresos Continental y Confederación tenían una amplia experiencia en órganos deliberativos, con "un total acumulativo de casi 500 años de experiencia en sus asambleas coloniales, y una docena de ellos habían servido como presidentes de las cámaras de sus legislaturas".

## Composición
El Congreso Continental es como se conoce a dos cuerpos representantes de las provincias de las Trece Colonias en el siglo XVIII en la Norteamérica británica:
- El Primer Congreso Continental se reunió a partir del 5 de septiembre de 1774 al 26 de octubre del mismo año.
- El Segundo Congreso Continental se reunió desde el 10 de mayo de 1775 hasta la ratificación de los Artículos de la Confederación el 1 de marzo de 1781.

Sobre la ratificación de los Artículos, el Congreso Continental fue sucedido por el primer gobierno legislativo de los Estados Unidos:
El Congreso de la Confederación o los Estados Unidos Reunidos en Congreso funcionó a partir del 1 de marzo de 1781 hasta que el primer gobierno constitucional estadounidense llegó a ser operativo el 4 de marzo de 1789. La afiliación al Segundo Congreso Continental fue trasladada automáticamente al Congreso de la Confederación.
Formado inicialmente para coordinar una respuesta común a las Leyes Intolerables, el Congreso Continental devino rápidamente en el cuerpo gobernativo de la nueva nación en la medida en que el conflicto con el gobierno británico se fue extendiendo y acabó en la guerra revolucionaria estadounidense. Una vez que la guerra terminó, los miembros del Congreso funcionaron como cuerpo gubernativo de los Estados Unidos de América, reorganizado como nuevo cuerpo legislativo nacional.